# Maytenus prunifolia
Maytenus prunifolia là một loài thực vật có hoa trong họ Dây gối. Loài này được C. Presl mô tả khoa học đầu tiên năm 1844.